# Осока переривчаста
Осока переривчаста, осока розірвана (Carex divulsa) — вид трав'янистих рослин з родини осокові (Cyperaceae), поширений у Європі, західній Азії, Північній Африці.

## Опис
Багаторічна трав'яниста рослина. Стебла більш-менш прямі, (25)30–90(100) см заввишки, листяні лише в нижній частині. Листки лінійні, 2.5–3.5 мм завширшки. Суцвіття кулясте, зазвичай рідке; жіночі колоски знизу, чоловічі зверху. Плоди від ланцетних до яйцевидно-ланцетоподібних, (3.5)4–5.5(6) × 1.5–2.2 мм.

## Поширення
Поширений у Європі крім сходу й північного сходу, на заході Північної Африки (Канарські острови, Марокко, пн. Алжир, пн. Туніс), в Азії (Кіпр, Туреччина, Вірменія, Азербайджан, Грузія, пн. Йорданія, пн. Сирія, пн. Іран, зх. Туркменістан); натуралізований у США, Онтаріо (Канаді), Австралії, Новій Зеландії, Аргентині.
Мешкає у вологих лісах та на берегах зрошувальних каналів.